# Dardanup
Dardanup is een plaats in de regio South West in West-Australië. 

## Geschiedenis
De eerste Europese kolonist die zich in de streek vestigde was Thomas Little in 1852. Hij noemde zijn eigendom Dardanup Park en bouwde er een hofstede. Men gaat ervan uit de naam Dardanup een variatie is op het Aborigineswoord Dudingup waarvan de betekenis niet bekend is. Little gaf land aan de Katholieke Kerk en trok andere Ierse katholieke kolonisten aan. Een kleine gemeenschap ontwikkelde zich. De Thomas Little Memorial Hall werd in 1854 gebouwd en was het eerste katholieke kerkje buiten de Perth.
Een schooltje werd opgericht in 1854 ten huize Little. Vanaf 1871 gaf men les in de kerk waarna men verhuisde naar een klein huisje naast de kerk. In 1896 bouwde de overheid een nieuw staatsschooltje dat dienst deed tot 1971 toen men het schooltje fusioneerde met de schooltjes van Wellington, Ferguson en Waterloo in een nieuw gebouw in de Hayward Street in Dardanup.
In 1893 werd begonnen met de bouw van een gemeenschapszaal door J. & H. Gibbs die de laagste offerte hadden binnengebracht. In 1894 werd de zaal geopend door de weledele H. W. Venn. In 1895 werd een postkantoor gebouwd en in 1991 werd het gerenoveerd. In 1898 woonden er 81 mannen en 37 mensen in Dardanup.
In 1902 werd het Dardanup Hotel gebouwd maar twee jaar later brandde het af. Een nieuw hotel werd op dezelfde plaats recht getrokken en opende op 28 juni 1905. Het wordt tegenwoordig de Dardanup Tavern genoemd.
Het grondgebied Dardanup was steeds in private handen geweest. In 1920 kwam het grondgebied in handen van de overheid die het verkavelde met het oog op een dichtere bewoning. In 1923 werd Dardanup officieel een dorp.
In 1937 werd een nieuwe kerk gebouwd omdat de oude uit 1854 te klein was geworden, de Church of the Immaculate Conception.

## Beschrijving
Dardanup maakt deel uit van het lokale bestuursgebied (LGA) Shire of Dardanup, waarvan Eaton de hoofdplaats is.  In 2021 telde het plaatsje 588 inwoners.
Het ligt 187 kilometer ten zuiden van de West-Australische hoofdstad Perth, 10 kilometer ten zuidoosten van Bunbury en 13 kilometer ten noorden van Boyanup.
Dardanup heeft een basisschool, een gemeenschapszaal, een gemeenschapscentrum en enkele sportfaciliteiten.

## Toerisme
- In het Dardanup Heritage Park wordt een verzameling industriële en landbouwmachines tentoongesteld.[9]
- Dardanup ligt in de Fergusonvallei.

## Galerij

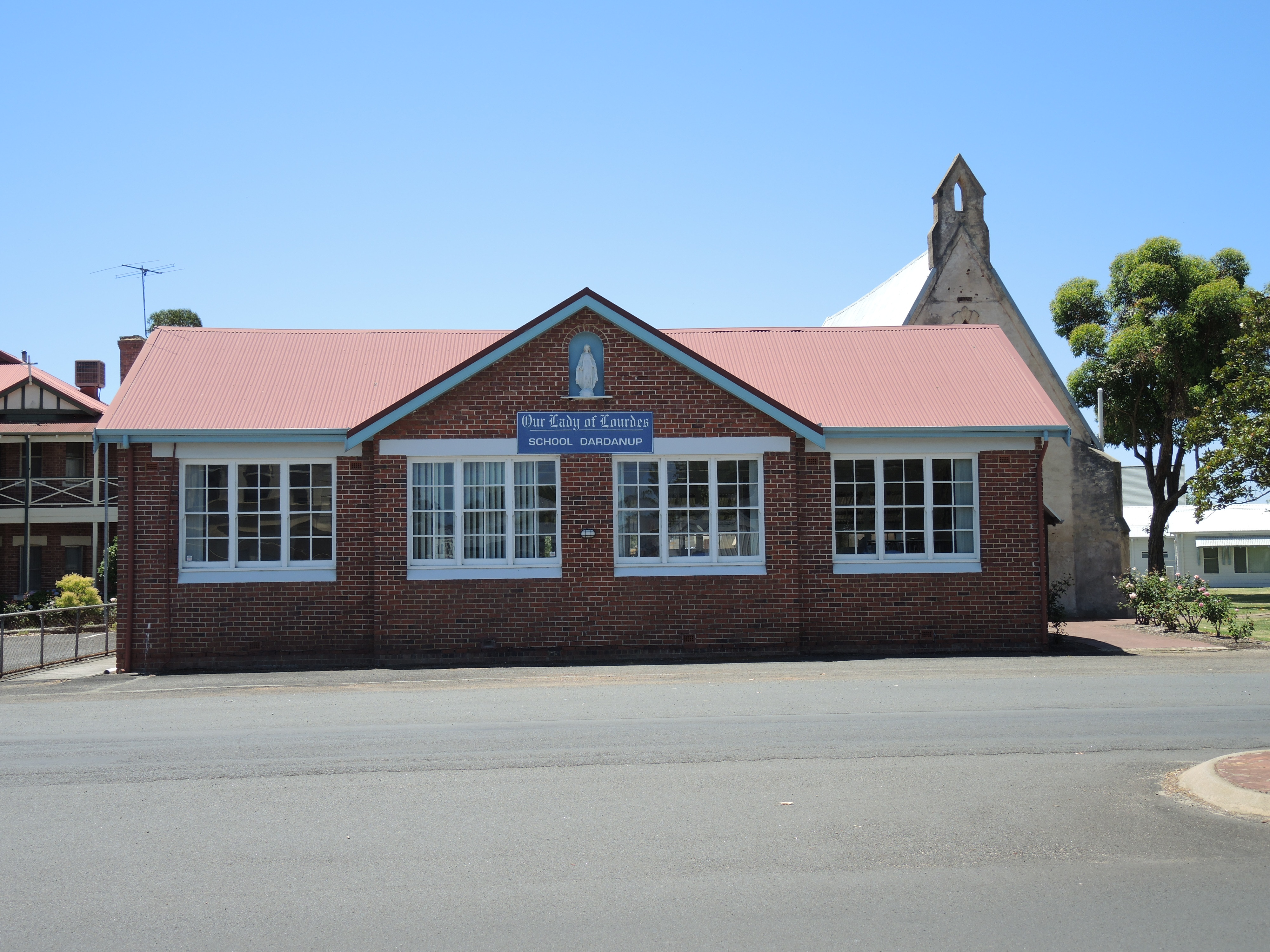
Lady of Lourdes school
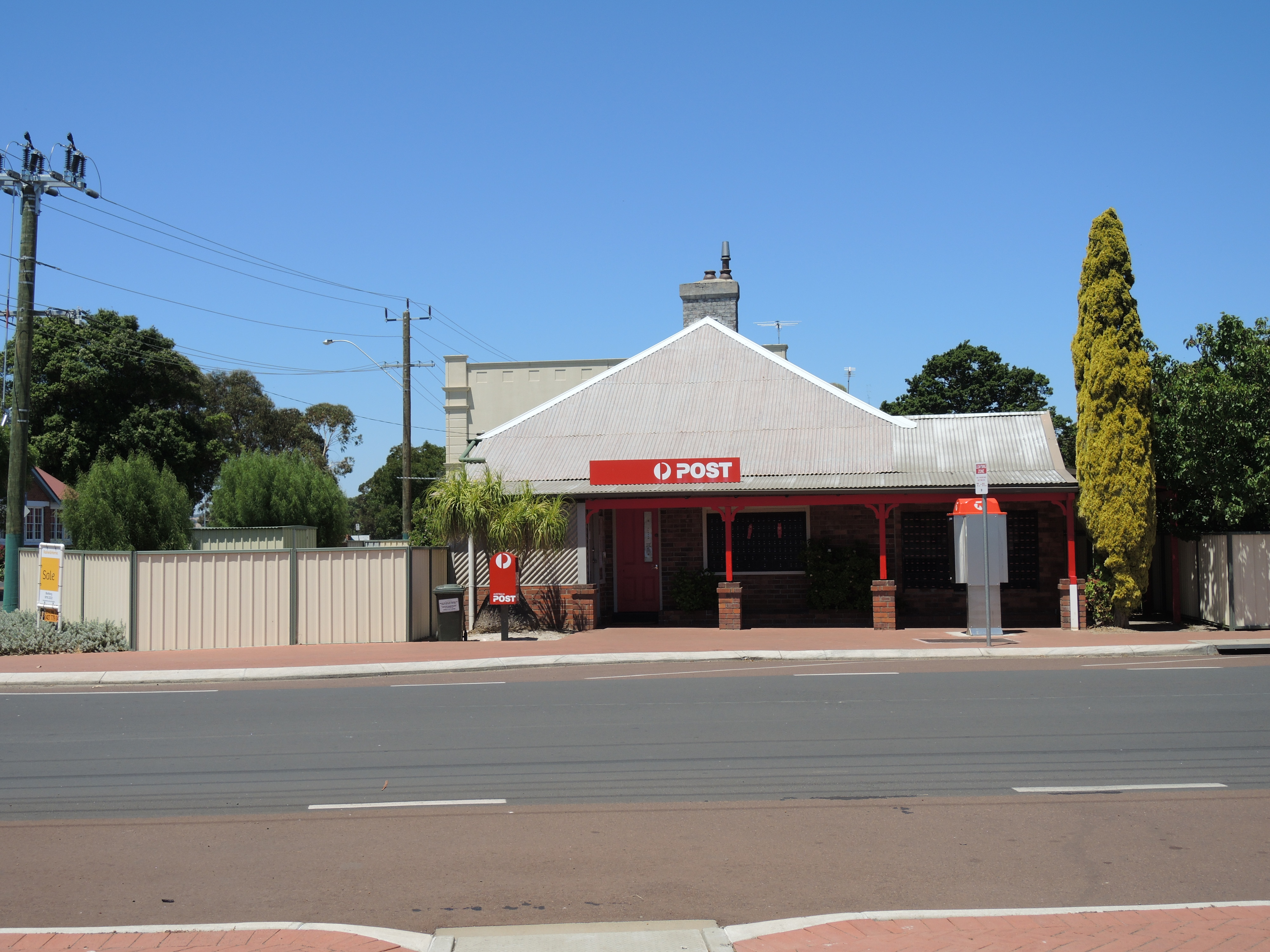
Postkantoor Dardanup
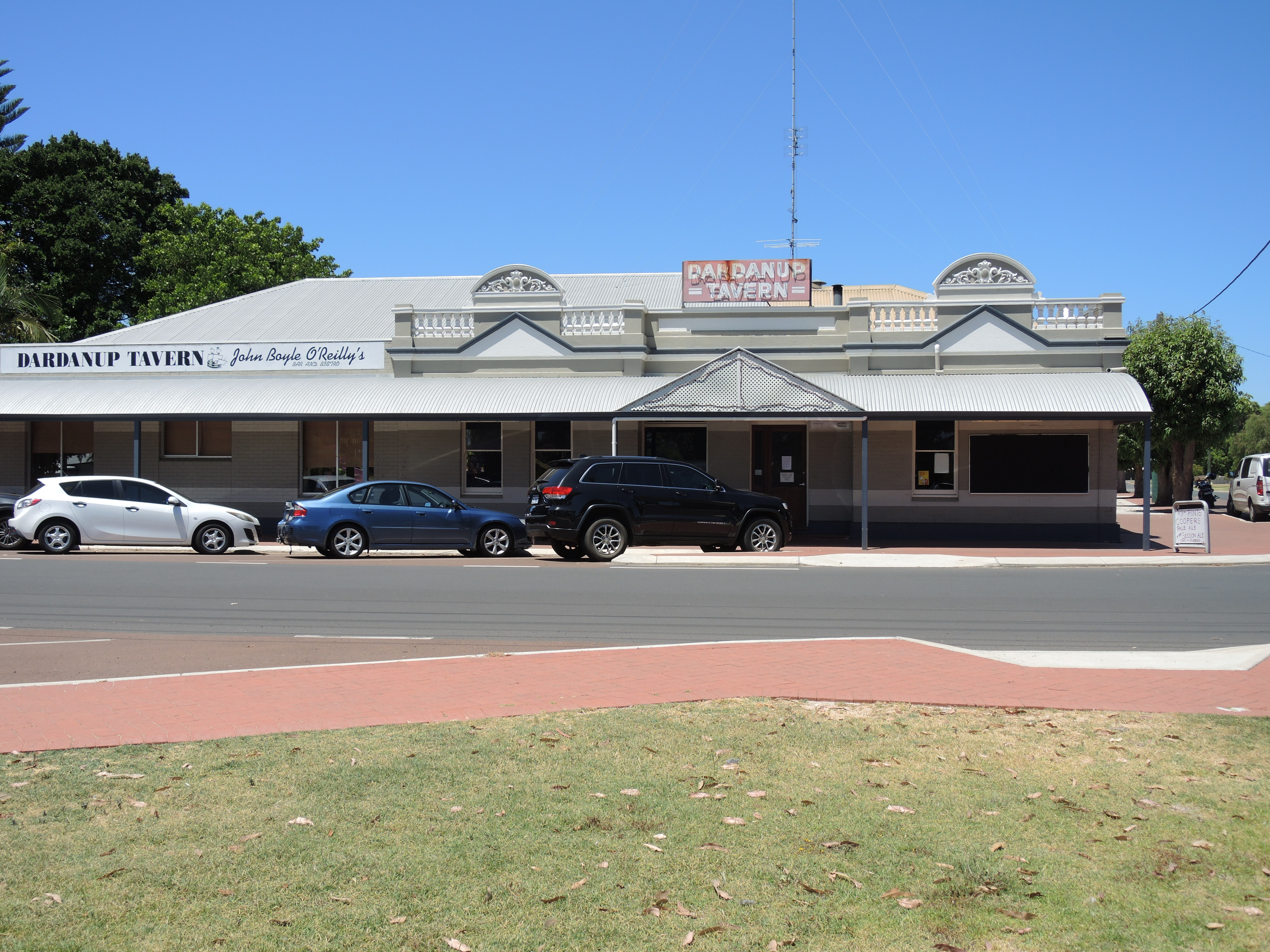
Dardanup Tavern
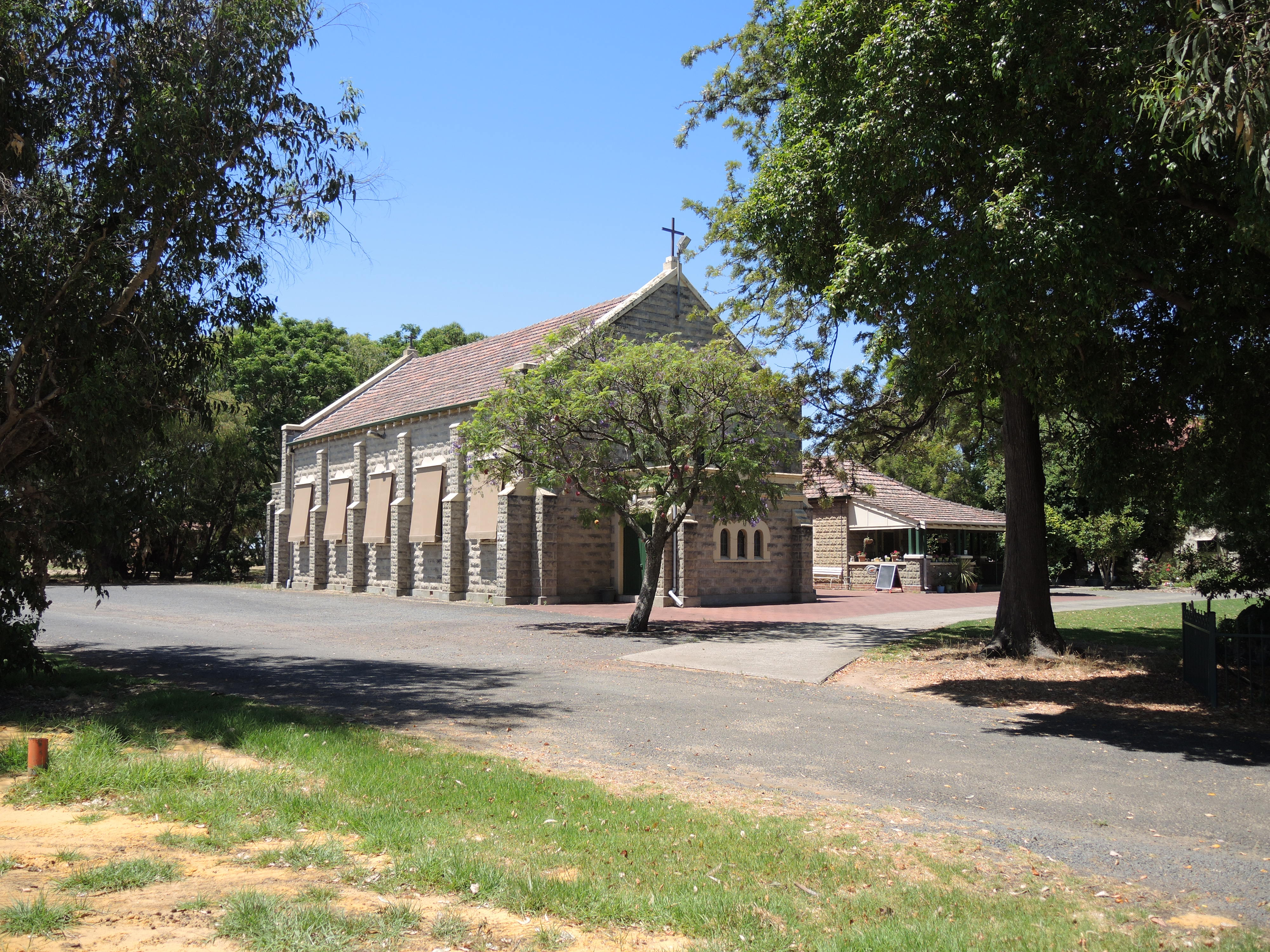
Church of the Immaculate Conception